# 仙石久勝
仙石 久勝（せんごく ひさかつ、天文21年（1552年） - 寛永16年3月8日（1639年4月11日））は、日本の戦国時代から江戸時代前期にかけての武将、剣豪。通称は新八郎、但馬、丹後。官位は右兵衛尉。

## 生涯
天文21年（1552年）、美濃国（現岐阜県）にて仙石久盛の子として誕生。兄弟に仙石秀利、仙石秀久がいる。
初め美濃斎藤氏に仕えたが、後に織田氏に仕えると家督を兄弟で養子先から戻った秀久に譲った。織田信長の比叡山焼き討ちに参陣した。
のち福島正則に仕え、慶長5年（1600年）の関ヶ原の戦いにも参陣した。戦後、正則が広島藩に加増・移封されると、三原城番を任された。
元和5年（1619年）、主家の改易により浪人となったが、山内忠義にまねかれ土佐藩士（重臣）となった。
寛永15年1月2日（1638年2月15日）、土佐藩・中老の立場であったが島原の乱に土佐藩の使者として派遣され、子息三人（嫡子・左近、二男・勘兵衛、三男・八左衛門）と馬周りの毛利久八らと現地に参陣した。土佐藩兵を率いていた雨森氏康が前日の板倉重昌による総攻撃に随伴し、銃撃を受け負傷したため、雨森に代わって土佐藩軍を率いた。
寛永16年（1639年）3月8日死去。88歳。

## 人物・逸話
- 剣豪であったといわれており、二十人斬りなどの多くの武勇伝が語り継がれている。
- 高知県高知市の愛宕山（200段近い石段を登った所）にある愛宕神社は、寛永6年（1629年）に久勝が山城国から火伏せの神である愛宕権現を勧請したのが始まりといわれている。
- 島原の乱では同時期に着陣した幕府老中・松平信綱と戸田氏鉄に攻め口を所望するも断られたが、信綱から相談役として遇された。子息三人と毛利久八は最後の総攻撃に参加している[4][5][6]。

## 仙石久勝を題材とした作品
漫画
- 原作：東郷隆、漫画：細川忠孝『センゴク兄弟』